# 14ª Brigata operativa "Ivan Bohun"
La Brigata "Červona Kalyna" (in ucraino Бригада «Червона Калина»?, Bryhada «Červona Kalyna», lett. "Viburno Rosso"), ufficialmente nota come 14ª Brigata operativa "Ivan Bohun" (in ucraino 14-та бригада оперативного призначення імені Івана Богуна?, 14-ta bryhada operatyvnoho pryznačennja imeni Ivana Bohuna, unità militare 3028), è un'unità di fanteria meccanizzata della Guardia nazionale dell'Ucraina con base a Kalynivka.

## Storia
L'unità è stata inizialmente creata come 8º Reggimento operativo nel 2014, in seguito alla riorganizzazione della Guardia nazionale dell'Ucraina resasi necessaria dopo l'occupazione russa della Crimea e lo scoppio della guerra del Donbass, a partire dall'8º Reggimento operazioni speciali "Giaguaro" (in ucraino 8-й окремий полк спеціального призначення «Ягуар»?, 8-j okremyj polk special'noho pryznačennja «Jahuar») delle Truppe Interne del Ministero degli affari interni.
Nella notte fra il 7 e l'8 aprile 2014 il reggimento ha condotto un'incursione per liberare l'edificio dell'amministrazione della regione di Charkiv occupato dai separatisti, arrestandone 70 senza provocare vittime. Fra aprile e maggio l'unità è stata impiegata durante gli scontri nell'area di Slov"jans'k. Ad agosto, supportato da elementi della Polizia per operazioni speciali e dall'unità speciale "Omega" della Guardia nazionale, il reggimento ha liberato diversi villaggi nell'oblast' di Luhans'k.
Il 24 marzo 2018 l'unità è stata ufficialmente intitolata a Ivan Bohun, amico e stretto collaboratore dell'atamano Bohdan Chmel'nyc'kyj durante le guerre contro la Russia del XVII secolo.
A partire dal 24 febbraio 2022, in seguito allo scoppio dell'invasione russa dell'Ucraina, il reggimento ha preso parte alla difesa di Kiev. A partire da maggio, dopo il ritiro delle truppe russe dall'Ucraina settentrionale, è stato schierato in Donbass e ha partecipato ai combattimenti nelle città di Sjevjerodonec'k e Lysyčans'k. Il 27 luglio è stato insignito da parte del presidente ucraino Volodymyr Zelens'kyj dell'onorificenza "Per il Valore e il Coraggio".
Il 4 febbraio 2023 il Ministero degli affari interni ha annunciato la creazione di 8 nuove brigate a partire da unità esistenti della Guardia Nazionale, della Polizia per operazioni speciali e della Guardia di Frontiera, tramite un programma chiamato Guardia Offensiva. L'8º Reggimento è stato interessato dal progetto, diventando la 14ª Brigata operativa e venendo rinominato per l'occasione "Červona Kalyna" (in italiano "Viburno rosso", pianta simbolo della cultura ucraina citata anche nella celebre canzone patriottica Oj u luzi červona kalyna).
Schierata nuovamente al fronte in primavera, a partire da maggio 2023 ha preso parte ai combattimenti con le unità russe nella foresta a sud di Kreminna. A partire dal febbraio 2024 la brigata è stata impiegata nella difesa del saliente di Robotyne, nella regione di Zaporižžja. Ad agosto è stata trasferita nel settore di Pokrovs'k a causa della crescente pressione russa.
Il 15 aprile 2025 è stato reso noto che, in seguito alla riforma delle Forze armate ucraine che ha portato alla creazione dei comandi intermedi di corpo d'armata, la Brigata "Azov", la Brigata "Burevyj", la Brigata "Červona Kalyna", la Brigata "Kara-Dag" e la Brigata "Ljubart" sono state incluse nel nuovo 1º Corpo d'armata "Azov" della Guardia Nazionale, costituito sulla base dell'omonima brigata. Il 1º agosto 2025 il comandante della brigata, colonnello Oleh Myronenko, è stato insignito della massima onorificenza di Eroe dell'Ucraina per i meriti dimostrati in combattimento alla guida dell'unità.

## Struttura
- Comando di brigata[15]
- 1º Battaglione operativo "Jaguar"
- 2º Battaglione operativo
- 3º Battaglione operativo
- 4º Battaglione operativo
- 5º Battaglione operativo
- 6º Battaglione operativo
- Compagnia corazzata (T-72M1 e T-80BV)
- Battaglione sistemi senza pilota "Starfall"
- Battaglione artiglieria
  - Batteria artiglieria semovente (2S1 Gvozdika)
  - Batteria artiglieria lanciarazzi (BM-21 Grad)
  - Batteria artiglieria controcarri (MT-12 Rapira)
- Battaglione artiglieria missilistica contraerei
- Battaglione genio
- Battaglione logistico
- Compagnia ricognizione
- Compagnia comunicazioni

## Comandanti
- Colonnello Ivan Myropol's'kyj (novembre 2014 - novembre 2017)[16]
- Colonnello Bohdan Vakulko (novembre 2017 - aprile 2023)[17]
- Colonnello Oleksandr Ochrimenko (aprile 2023 - marzo 2024)[18]
- Colonnello Oleh Myronenko (marzo 2024 - in carica)[19]